# 布萨克堡
布萨克堡（法語：Boussac-Bourg，法語發音：[busak buʁ]）是法国克勒兹省的一个市镇，位于该省东北部，属于盖雷区。

## 地理
布萨克堡（46°21'40"N, 2°14'4"E）面积38.69 平方千米，位于法国新阿基坦大区克勒兹省，该省份为法国中部省份，位于法國中央高原西北部，北起安德尔省和谢尔省，西接维埃纳省，南至科雷兹省，东临多姆山省，东北与阿列省接壤。
与布萨克堡接壤的市镇（或旧市镇、城区）包括：布萨克、比西耶尔圣乔治、莱拉、马勒雷布萨克、圣马里安、圣皮耶尔莱博斯、圣西尔万巴勒罗克。
布萨克堡的时区为UTC+01:00、UTC+02:00（夏令时）。

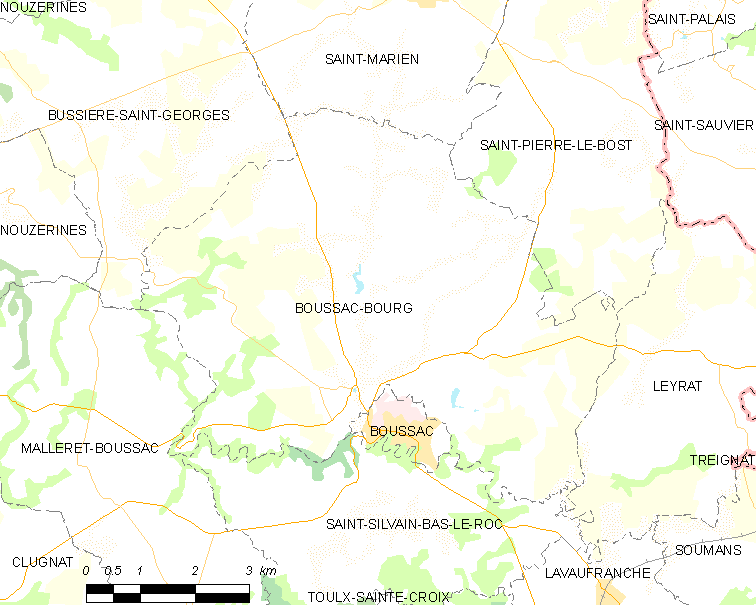
布萨克堡的OSM定位图

## 行政
布萨克堡的邮政编码为23600，INSEE市镇编码为23032。

## 政治
布萨克堡所属的省级选区为布萨克县。

## 交通
克勒兹省省道D15线、D97线、D98线、D916线、D996线和D997线在境内交汇。

## 人口

1962-2008年间布萨克堡人口变化图示

布萨克堡于2022年1月1日时的人口数量为687人。